# Bernhard von Rochow
Bernhard Freiherr von Rochow (* 8. Februar 1808 in Dresden; † 20. Februar 1889 ebenda) war ein deutscher Gutsbesitzer und Politiker. Rochow war von 1851 durchgehend bis 1871 Mitglied in der Ersten Kammer des Sächsischen Landtags.

## Leben

### Familie
Bernhard Freiherr von Rochow entstammte dem alten, ursprünglich märkischen Adelsgeschlecht von Rochow. Die Familie erhielt 1640 den Reichsfreiherrenstand. Carl Friedrich von Rochow war kursächsischer Amtshauptmann zu Hohenstein und Wehlen. Sein Sohn Gotthelf Friedrich Christian Freiherr von Rochow (* 17. Dezember 1770 in Nedaschütz; † 29. Dezember 1829 in Dresden) wurde königlich sächsischer Hof- und Justizrat und war von 1813 bis 1824 Polizeipräsident von Dresden sowie Landesregierungsdirektor. Er heiratete am 8. September 1805 Wilhelmine Christine Friederike Senfft von Pilsach (* 14. April 1779 in Oberschmon; † 15. November 1860 in Dresden), eine Tochter des sächsischen Kreishauptmanns Adam Friedrich Senfft von Pilsach. Bernhard war der einzige Sohn des Paares.

### Beruflicher Werdegang
Rochow wurde zunächst von Hauslehrern unterrichte und ging mit 15 Jahren auf die von der Herrnhuter Brüdergemeine verwaltete Erziehungsanstalt zu Großhennersdorf in der Oberlausitz, die er mit 17 Jahren und dem Maturitätszeugnis für die Universität verließ. Auf Wunsch seines Vaters, der selbst die Fürstenschule in Meißen absolvierte, besuchte er noch von Mai 1825 bis Februar 1829 das Gymnasium St. Augustin in Grimma, wo er in die Tertia aufgenommen wurde.
Ab Ostern 1829 studierte Rochow Rechtswissenschaften an der Universität Leipzig und wurde dort Mitglied im Corps Saxonia. Mit dem Tod seines Vaters im Dezember 1829 gelangte er als einziger männlicher Erbe in den Besitz des Rittergutes Strauch bei Großenhain, welches zur Hälfte seinem Vater, zur andern Hälfte seinem Onkel gehörte. Er beendete aber noch seine Studien in Leipzig und bestand Ostern 1832 das juristische Examen.
Nach einer kurzen Tätigkeit bei einem Advokaten in Hubertusburg, übernahm Rochow die Verwaltung des Rittergutes in Strauch, dessen andere Hälfte er im Jahre 1831 während einer öffentlichen Subhastation käuflich erwerben konnte. Nach dem Wunsch seiner Mutter unternahm er zur Vollendung seiner Allgemeinbildung im Sommer 1834 eine größere Auslandsreise. Ein halbes Jahr lang besuchte er Österreich, einen Teil Italiens, die Schweiz und Frankreich. Im Frühjahr 1835 absolvierte er einen praktischen Kursus auf einem Rittergut zu Riesa zur Erlangung praktischer landwirtschaftlicher Kenntnisse, nachdem er sich bereits zuvor theoretisches Wissen angeeignet hatte, so dass er sich im Sommer desselben Jahres endgültig in Strauch niederlassen konnte. Das Rittergut selbst war in keinem guten Zustand, doch konnte Rochow im Laufe der Zeit die Verhältnisse deutlich verbessern. Das zum Gut gehörende Herrenhaus wurde großzügig umgebaut und auch der Schlosspark wurde erweitert. An der Gutseinfahrt ließ er 1835 ein Torhaus mit zwei Ställen errichten. Als Kirchenpatron ließ er die Kirche von Strauch mit einem Turm versehen und mit neuen Glocken ausstatten. Ebenfalls aus eigenen Mitteln stiftete er eine Orgel, welche die Kirche seit 50 Jahren entbehren musste. Seinen Grundbesitz konnte Rochow mit dem Erwerb von zwei im Königreich Preußen gelegenen Rittergütern, Merzdorf im Landkreis Liebenwerda und Ottwitz im Landkreis Breslau, erheblich vermehren, so dass er nun drei getrennt liegende Rittergüter selbst bewirtschaftete.
Bereits ab 1842 war Rochow mit einer kurzen Unterbrechung in den Revolutionsjahren 1848/49 stellvertretendes Mitglied der Zweiten Kammer des Sächsischen Landtages, als Vertreter des Abgeordneten der Rittergutsbesitzer des Meißnischen Kreises, Eduard van der Beeck. Ab 1851 war er dann selbst gewählter Abgeordneter der Rittergutsbesitzer des Meißnischen Kreises in der Ersten Kammer der Sächsischen Ständevertretung, der Rochow bis 1871 ununterbrochen angehörte. Während der Verhandlungen im Landtag nahm er selbst mit Redebeiträgen regen Anteil an den Debatten, so unter anderem bezüglich der Jagdfrage auf den Landtagen 1852, 1855 und 1858, bei den Beratungen über die Kirchenordnung auf dem Landtage 1860, über die holsteinische Angelegenheit 1864 und bei den Verhandlungen über die Abschaffung der Todesstrafe 1867 sowie über Einführung des allgemeinen Wahlrechts 1868.
Während der Zeit des Vormärz führte Rochow mit Hermann Friedrich Wilhelm Hinrichs, dem Professor für Philosophie an der Universität Halle, einen regen Briefwechsel über tagespolitische Fragen. Seine konservativen Ansichten veröffentlichte er auch in Aufsätzen, die er in verschiedenen Zeitschriften, vor allem dem in Grimma erscheinenden Sächsischen Volksblatt, abdrucken ließ. Er äußerte sich auch zu kirchenpolitischen Fragen in der Sächsischen Kirchenzeitung sowie über Probleme die Landwirtschaft betreffend, die er in Fachzeitschriften publizierte. Für seine Verdienste erhielt Rochow 1838 den Titel eines königlich sächsischen Kammerherren und wurde 1867 Ehrenritter des Johanniterordens. Er war außerdem Träger des Kommandeurkreuzes des Badischen Ordens vom Zähringer Löwen. Für die Betreuung und Pflege von Verwundeten während des Deutsch-Französischen Krieges wurde Rochow mit der Medaille für Pflichttreue ausgezeichnet.
Bernhard von Rochow starb am 20. Februar 1889, wenige Tage nach seinem 81. Geburtstag im Hause einer seiner Töchter in Dresden. Er wurde am 24. Februar unter großer Anteilnahme auf dem Dresdner Trinitatis-Friedhof an der Seite seiner Frau bestattet. Die Trauerrede hielt der Oberkonsistorialrat Ernst Julius Meier. Noch vor seinem Tod hatte er Ansichten und Grundsätze als Vermächtnis an seine Kinder hinterlassen. Für seine Söhne stiftete er Fideikommisse als Erbschaft.

### Ehe und Nachkommen
Bernhard von Rochow heiratete am 26. Juli 1837 Klara Cäcilie Cölestine von Zeschau (* 2. März 1818 in Potsdam; † 5. Dezember 1877 in Dresden), die einzige Tochter des königlich sächsischen Finanz- und Außenministers Heinrich Anton von Zeschau. Aus der Ehe gingen sieben Kinder, vier Töchter und drei Söhne hervor.
Die Töchter Mathilde und Elisabeth starben bereits mit 20 bzw. 13 Jahren. Die Tochter Helene heiratete Emil Hans Georg von Bülow, königlich sächsischer Oberleutnant der Kavallerie und Herr auf Wulfskuhl im Herzogtum Mecklenburg, und ihre jüngere Schwester Amalie ehelichte den königlich sächsischen Major Georg Emil von Wolffersdorff. Auch seine beiden Schwiegersöhne starben noch vor ihm, 1883 und 1888.
Von den Söhnen wurde Adolf Freiherr von Rochow (* 24. Mai 1851) Nutznießer des Geldfideikommiss sowie Besitzer des Rittergutes Schwepnitz bei Königsbrück. Er starb unverheiratet am 26. Mai 1899 mit 48 Jahren. Sein jüngerer Bruder Theodor Freiherr von Rochow (* 11. Oktober 1855; † 14. März 1895) diente als Rittmeister im 1. Ulanen-Regiment Nr. 17 und Divisionsadjutant. Er war der Erbe des Rittergutes Strauch. Aus seiner 1881 mit Ida von Anderten geschlossenen Ehe gingen drei Söhne und eine Tochter hervor. Der jüngste Bruder Lothar Freiherr von Rochow (* 19. Februar 1864; † 29. August 1904) wurde Rittmeister Garde-Reiter-Regiment. Er heiratete 1889 Gabriele von Pflugk. Das Paar hatte eine Tochter und einen Sohn.